# Gustavo Alberto Armendáriz Ruiz
Gustavo Alberto Armendáriz Ruiz (Comitán, Chiapas; 10 de diciembre de 1923-Ciudad de México; 17 de noviembre de 2004) fue un político, periodista, agricultor e investigador mexicano de la cultura maya y por 8 días Gobernador del Estado de Chiapas.

## Reseña biográfica
Originario de Comitán de Domínguez, Chiapas. Se dedicó al periodismo en la Ciudad de México y en Tampico, donde dirigió el diario Tribuna; trabajó como marino mercante en el buque petrolero "Tuxpan" durante la Segunda Guerra Mundial; cuando México entró a la guerra, la Marina Mercante pasó a ser manejada por el ejército y el barco fue hundido en el Golfo de México el 26 de junio de 1942. Años después, Gustavo Armendáriz y otros sobrevivientes fueron condecorados por el presidente de la República por sus servicios a la patria. Al final de la guerra vivió durante algunos años en Cuba, donde trabó amistad con Armando Bayo, hijo del General Alberto Bayo, quien entrenó luego a las tropas revolucionarias en México. En la época de oro del cine mexicano editó la revista "Séptimo Arte". A su regreso al estado de Chiapas se dedicó a la agricultura en su región natal.
Como agricultor, Gustavo Armendáriz llevó la "green revolution" a Chiapas en la zona de su tierra natal, Comitán, donde introdujo el uso de fertilizantes y semillas mejoradas para incrementar la producción de grano. Después sembró algodón con grandes resultados que hicieron que varios agricultores siguieran sus pasos constituyendo las primeras cooperativas de producción algodonera en la zona y construyó la primera planta despepitadora "J. Antonio Albanés García", que generó un gran crecimiento económico en la zona de Comitán.
Incursionó en la política hacia finales de los años 70, como Coordinador del Gobierno para los Altos de Chiapas. Desde esa posición, fue uno de los principales promotores de la restauración de los monumentos coloniales de la ciudad de San Cristóbal de las Casas: el Centro Cultural del Carmen, la ampliación de la Escuela de Derecho y la Plaza Catedral, algunas de las obras que gestionó con la colaboración del Arquitecto Juan Benito Artigas desde ese cargo. Posteriormente fue Secretario de Desarrollo Económico del gobierno del Estado durante la administración del Gobernador Juan Sabines Gutiérrez y al concluir el mandato de éste, como se había reformado la constitución del Estado para que el periodo gubernamental iniciara los días 8 de diciembre y no 1 de diciembre (debido a que ese mismo día tomaba posesión el presidente de la República), fue designado por el Congreso del Estado de Chiapas para ocupar la gubernatura durante esos 8 días. Falleció a la edad de 81 años víctima de cáncer, poco más de tres años después que su esposa y con el mismo tipo de tumor.
Cuando salió del Gobierno cultivó su vieja amistad con Gertrude Duby Blom a quien ayudó para superar la transición de su Casa Museo Na Bolom a una institución no lucrativa al Servicio de San Cristóbal y la zona maya de Chiapas. A la muerte de Trudi, Gustavo Armendáriz presidió Na Bolom y logró que esta institución se consolidara como una de las organizaciones más importantes en materia de conservación, desarrollo y protección del patrimonio cultural de Chiapas, cargo que dejó cuando su esposa enfermó de cáncer, logrando consolidar un Consejo representado por las figuras más notables del Estado y que actualmente manejan la institución bajo las normas de responsabilidad y transparencia que él y Trudi defendieron.
Gustavo Armendáriz y María Luisa Guerra siempre vivieron en Chiapas; estuvieron casados durante cerca de 50 años hasta el fallecimiento de ella en agosto de 2001 y procrearon a 8 hijos: Georgina --casada con Rogelio Moscoso, hijo del historiador de Chiapas Prudencio Moscoso, Patricia --Doctora en Economía, Vicepresidenta de la Comisión Nacional Bancaria durante la crisis del 94--, Rosa Ana --Mercadóloga de la Universidad Metropolitana,,Beatriz --Doctora en Economía, Autora de varios libros sobre microfinanzas, Profesora de la Universidad de Harvard y fundadora de Grameen Chiapas, Rubén --Cofundador de Grameen Chiapas y creador del Grupo Financiero Grameen, una institución de crédito solidario de apoyo a mujeres solidarias, trabajadores asalariados y PYMES, María Luisa --Escritora, autora de "Chiapas, una Radiografía" y "Amores de Selva y Sombra", exdirectora de la Feria Internacional del Libro (FIL) de Guadalajara y Presidenta de la Asociación Cultural Na-Bolom, A.C hasta su fallecimiento el 13 de septiembre de 2015; Gustavo --Economista egresado del ITAM con un posgrado en la London School of Economics, exfuncionario público especializado en finanzas con diversos cargos en PEMEX (coordinador ejecutivo), el INAH (tesorero general), el INEGI (director general adjunto) y la Presidencia de la República (director general de Análisis Estratégico), y Lucía, estudiante de Derecho en Inglaterra.
Gustavo Alberto Armendáriz Ruiz fue siempre amigo muy cercano del poeta Jaime Sabines --quien pasaba largas temporadas en su casa y de su hermano, el político Juan Sabines Gutiérrez, a quienes conoció cuando tenía ocho años y con quienes tuvo siempre una relación de hermanos. Es autor de "La Filosofía del Calendario Maya", un importante trabajo de investigación acerca del Calendario Maya.
- Datos: Q9001494